# Musaranya nana africana
La musaranya nana africana (Suncus infinitesimus) és una espècie de mamífer de la família de les musaranyes que es troba al Camerun, la República Centreafricana, la República Democràtica del Congo, Kenya, Nigèria, Sud-àfrica, Eswatini, Tanzània i Uganda.